# Giovannino de Grassi
Giovannino de' Grassi (Milà, h. 1350 – 6 de juliol de 1398) va ser pintor, escultor, arquitecte i miniaturista italià gòtic.
L'any de naixement no es coneix amb certesa. La seva activitat es troba documentada des de 1389; des de 1392 va treballar com a escultor i arquitecte per a la construcció del Duomo de Milà però no va destacar com a escultor, sinó com a pintor i dibuixant. Va ser assessor en la construcció de la catedral de Pavia.
Des 1370 va il·lustrar prop de 50 folis de l'Offiziolo de Gian Galeazzo Visconti amb imatges naturalistes. L'obra es troba actualment a la Biblioteca Nacional Central de Florència.
També en el seu «Taccuino dei disegni» (àlbum de dibuixos), custodiat a la Biblioteca Angelo Mai de Bèrgam, que és considerat l'exemple més important de l'art italià tardogòtic, dominen escenes d'activitat quotidiana, animals i imatges de la natura. Realitzat cap a finals del segle XIV prop de la cort dels Visconti comprèn 77 dibuixos i 24 lletres miniades de l'alfabet. Alguns dibuixos semblen còpies del natural, però altres resulten còpies d'altres quadres. Sembla ser una obra no autògrafa de Grassi, sinó realitzada amb la col·laboració d'un taller. Almenys, van treballar amb ell el seu Germà Porrino i el seu fill Salomone. A Grassi i el seu taller o entorn s'atribueixen algunes il·luminacions del manuscrit «Tacuinum Sanitatis», conservat a la Biblioteca Nacional de França, París.
Encara que l'activitat més coneguda de Grassi són aquestes il·luminacions, es té constància que va conrear també altres formes artístiques, de les que avui amb prou feines queden restes : pendons d'església, retaules, cartrons per traceries de finestres, atribuint-se-li fins i tot la realització d'una maqueta en fusta de la catedral.
Giovannino de' Grassi va fer escola, sent el seu deixeble més notable Michelino dona Besozzo.